# 二連木城の戦い
二連木城の戦い（にれんぎじょうのたたかい）は、元亀2年（1571年）に行なわれた武田信玄軍と徳川家康軍の戦いである。

## 経歴
元亀元年（1570年）までに駿河を制圧した武田信玄は、遠江に侵攻した。もともと、永禄11年（1568年）の駿河侵攻の際にも信玄は遠江への領土拡大を目指し、家臣の秋山虎繁（信友）の軍勢に遠江を侵攻させており、また徳川家康も遠江の浜松城に居城を移して武田への対抗姿勢を明らかにしていた。
元亀2年（1571年）2月、信玄は2万5000人の軍を率いて大井川を越え遠江の徳川領に侵攻し、3月5日には東遠江の高天神城を攻撃した。しかし、戦略上重要な要衝でかつ天嶮の要害であった高天神城に対し、容易に落とすことは困難が伴うと判断した信玄は攻撃を中止し、いったん北方の信濃に撤退した。
ここで態勢を立て直した信玄は、今度は飯田街道を南下し東三河への侵攻を開始した。これに対して家康は遠江に兵力を集結させ武田軍の侵攻に備えていたため、徳川側は虚を衝かれる形となってしまった。飯田街道における信濃・三河国境の要衝たる足助城では城将の鈴木重直が武田軍を恐れて岡崎城に逃亡し、武田側は4月22日に足助城を陥落させ、次いで菅沼定忠が守る田峯城も降すと、その定忠を案内人として南進。4月28日には菅沼定盈が守る野田城（正確には仮城の大野田城）に攻め寄せ、4月29日に陥落させた。
続いて信玄は東三河の吉田城を攻撃する。しかし、豊川と朝倉川の合流点の丘陵上に築かれた堅城という吉田城には、城将も徳川家にとって東三河の旗頭である酒井忠次が控えており、武田軍も容易に落とせる城ではなかった。そこで信玄は吉田城の支城に標的を変更し、吉田城の東2キロ程に位置していた二連木城を攻めたのである。
一方、家康は5,000人の軍勢を率いて二連木城を後詰したが、敗れて吉田城に撤退した。このため二連木城は落城したが、吉田城には家康と忠次の軍勢が立て籠もり、これを落とすとなると相当の時間と被害を覚悟しなければならない。武田側にとって、長期戦ともなれば家康の盟友である織田信長が後詰に駆けつけくる危険性があり、更には関東の北条氏政がこれに乗じて駿河へ侵攻してくる可能性もあった。このため信玄は吉田城攻めを中止し、武田の軍勢は甲斐へ撤退していった。